# مصطفى هارون
مصطفى هارون (بالملايوية: Mustapha bin Harun)‏ هو سياسي ماليزي، ولد في 31 يوليو 1918 في كودات ‏ في ماليزيا، وتوفي في 2 يناير 1995 في كوتا كينابالو في ماليزيا. نشط حزبياً في United Sabah National Organisation ‏. وقد انتخب يانغ ديبرتوا نيغري صباح (16 سبتمبر 1963 – 16 سبتمبر 1965) وانتخب عضو ديوان الرعية ‏.